# Co-creatie
Co-creatie is een vorm van samenwerking, waarbij alle deelnemers invloed hebben op het proces en het resultaat van dit proces, zoals een plan, advies of product. Kenmerken van co-creatie zijn dialoog, 'common ground', enthousiasme, daadkracht en focus op resultaat. Voorwaarden voor succesvolle co-creatie zijn gelijkwaardigheid van de deelnemers, wederkerigheid, openheid en vertrouwen. Aan deze voorwaarden is het best voldaan in een gestructureerd maar creatief proces onder begeleiding van een procescoach/begeleider. Integriteit van deelnemers is vereist. Co-creatie wordt geacht goed bruikbaar te zijn voor het oplossen van complexe vraagstukken en het realiseren van veranderingen.

## Vormen van co-creatie
Op basis van de mate van betrokkenheid van de deelnemers, zijn verschillende vormen van co-creatie onderscheiden. Zo is een indeling gemaakt voor producenten waarbij deze ten opzichte van de consument een steeds kleinere rol speelt: 
- Developer: De producent legt enkele productideeën voor aan de consument. Deze wordt gevraagd te kiezen welk idee in de markt gezet moet worden. Dit is te vergelijken met traditioneel marktonderzoek en concepttesten. De consument selecteert hier aangedragen ideeën.
- Mass customiser: De producent geeft de standaard aan, maar de consumenten kunnen bepaalde onderdelen van standaardproducten aanpassen. Vaak gaat het hier om kleuren of stijlen, de keuzemogelijkheden zijn meestal vastomlijnd. De consument verpersoonlijkt hier de standaard.
- Idea collector: De producent lanceert een ideeënwedstrijd. Consumenten kunnen hun ideeën insturen en de producent of de consumenten zelf kiezen een winnaar. Vaak wordt het winnende idee in productie genomen. De rol van de consument is hier inspirator.
- Integrator: De producent betrekt consumenten in meerdere fases van het ontwikkelingsproces. Er bestaat een intensieve en vaak langdurige samenwerking tussen de consument en de producent. De consument participeert hier in hoge mate.
- Facilitator: De producent verschaft consumenten een platform waarop zij hun eigen producten kunnen ontwikkelen. Er bestaat een mogelijkheid dat bepaalde producten door de producent verder in ontwikkeling worden genomen, geproduceerd en op de markt gebracht. De rol van de consument is hier (mede)schepper van het product.

## Geschiedenis
Het begrip co-creatie is het eerst gebruikt in de jaren 80 door Barbara Marx Hubbard. Sinds 2000 wordt het begrip gehanteerd in de marketingwereld om bij 'interactieve productontwikkeling' te beschrijven, waarbij consumenten in staat gesteld worden om bij te dragen aan de ontwikkeling van een product. 
Vanuit de literatuur is het lastig een eenduidig duidelijk gekaderde omschrijving te geven van het begrip co-creatie. Ten eerste omdat het begrip in verschillende contexten en disciplines gebruikt wordt. Ten tweede omdat voor het begrip verschillende benamingen gebruikt worden die inwisselbaar of verwant zijn of worden geacht, zoals in de marketing (: (marketing 2.0). Ten derde ontwikkelt het begrip zich, afhankelijk van economische en technologische omstandigheden. 
C.K. Prahalad en Venkat Ramaswamy omschreven co-creatie in 2000 in hun artikel "Co-Opting Customer Competence" als: als bedrijf samen met de klant of consument werken aan nieuwe producten en diensten. De basis hiervan is een gelijkwaardige dialoog en uitwisseling van ideeën tussen bedrijf en consument. Hun argumenten ontwikkelden ze verder in hun boek "De toekomst van concurrentie" en lieten met voorbeelden van Napster en Netflix zien dat klanten op andere manieren invloed willen dan alleen via hun aankoopgedrag. Co-creatie wordt op deze manier ingezet door bedrijven om extra economische waarde toe te voegen aan hun producten en diensten.
Het belang van co-creatie is toegenomen door de opkomst van nieuwe groepen consumenten met nieuwe gewoonten. De jonge generatie consumenten, Generatie Y, wenst een individuele benadering en continue inspraak. Voortdurend contact tussen deze consumenten en de producenten en ontwerpers wordt steeds belangrijker. Dit is kenmerkend voor co-creatie. 
Op dit moment worden verschillende vormen van co-creatie ontwikkeld waarin ruimte is voor creatieve vormen van idee- en productontwikkeling, waarbij ontwerpers, producenten, Reclamebureaus en gebruikers een rol spelen.

## Voordelen
Als voordelen van co-creatie worden genoemd dat er:
- meer Draagvlak wordt gecreëerd,
- een langdurige samenwerking met de consument kan ontstaan binnen een samenleving,
- snel en vanzelfsprekend afstemming en integratie plaats kan vinden,
- meer, betere en relevantere kennis en inzichten ontstaan,
- een positieve relatie tussen consument/burger en producent/organisatie/product kan ontstaan.

## Voorwaarden
Voorwaarden voor co-creatie zijn:
- goed projectmanagement en goede communicatievaardigheden,
- gelijkwaardigheid van de deelnemers,
- interactie (feedback) en constructieve samenwerking,
- inspiratie en aanmoediging van de betrokkenen,
- flexibiliteit en openheid,
- identificatie en selectie van betrokkenen bij co-creatie,
- goed management van verwachtingen aangaande doel en proces,
- continuïteit